# Halaelurus sellus
Halaelurus sellus is een vissensoort uit de familie van de Pentanchidae. De wetenschappelijke naam van de soort is voor het eerst geldig gepubliceerd in 2007 door White, Last & Stevens.